# Talk of the Town
"Talk of the Town" é uma canção do músico norte-americano Jack Johnson lançada como segundo single do álbum Sing-A-Longs and Lullabies for the Film Curious George. A canção conta com a participação especial do cantor Kawika Kahiapo.
O compacto foi lançado logo após o grande sucesso mundial "Upside Down". Contudo, "Talk of the Town" acabou fracassando em todas as paradas. A canção só chegou aos Charts holandeses na posição #96.

## Faixas

### CD single
1. "Talk of the Town"
2. "Fall Line" (ao vivo, com Matt Costa)

## Paradas musicais
| Paradas (2006)                    | Melhor posição |
| --------------------------------- | -------------- |
| Países Baixos Mega Single Top 100 | 96             |